# 2089 Cetacea
2089 Cetacea (1977 VF) là một tiểu hành tinh vành đai chính được phát hiện ngày 9 tháng 11 năm 1977 bởi Thomas, N. G. ở Flagstaff (AM).